# Lakhahi (stato)
Lo stato di Lakhahi fu uno stato principesco del subcontinente indiano, avente per capitale la città di Lakhahi.

## Storia
Nel 1461, il maharaja Kalyan Mal Rathore che aveva già fondato Usiya fondò anche lo stato di Lakhahi e vi si trasferì da Jodhpur. La regione era al tempo sotto i banjara quando il maharaja Kalyan Mal vi giunse, e conquistò i feudi locali con l'aiuto di alcuni suoi parenti.  La famiglia reale discendeva dai rajput rathore di Jodhpur – Marwar. Nell'Ottocento, lo stato di Lakhahi passò sotto il controllo del governo britannico e divenne parte delle Province Unite di Agra e Oudh come zamindar.

### Governanti
I sovrani di Jalaun portavano il titolo di raja.

#### Raja
- Rao Shri Akhai Raj Rathore
- Maharaja Shri Kalyan Mal Rathore.
- Maharaja Shri Bheetal Das Rathore.
- Maharaja Shri Beni Singh  Rathore.
- Maharaja Shri Fateh Singh  Rathore.
- Maharaja Shri Shiv Singh Rathore
- Maharaja Shri Ram Baksh Singh Rathore.
- Maharaja Shri Bakhat Singh Rathore.
- Raja Shri Harharatmak Singh Rathore.